# الناحية المركزية لمقاطعة أنديكا
الناحية المركزية لمقاطعة أنديكا (بالفارسية: بخش مرکزی شهرستان اندیکا) هي (ناحية) في مقاطعة أنديكا في محافظة خوزستان جنوب غرب إيران. حسب إحصاءات سنة 2006 كان يسكن هذه البلدة 18,349, نسمة في 3,177 مسكن. للناحية مدينة واحدة وهي قلعة خواجة.